# فاتورة

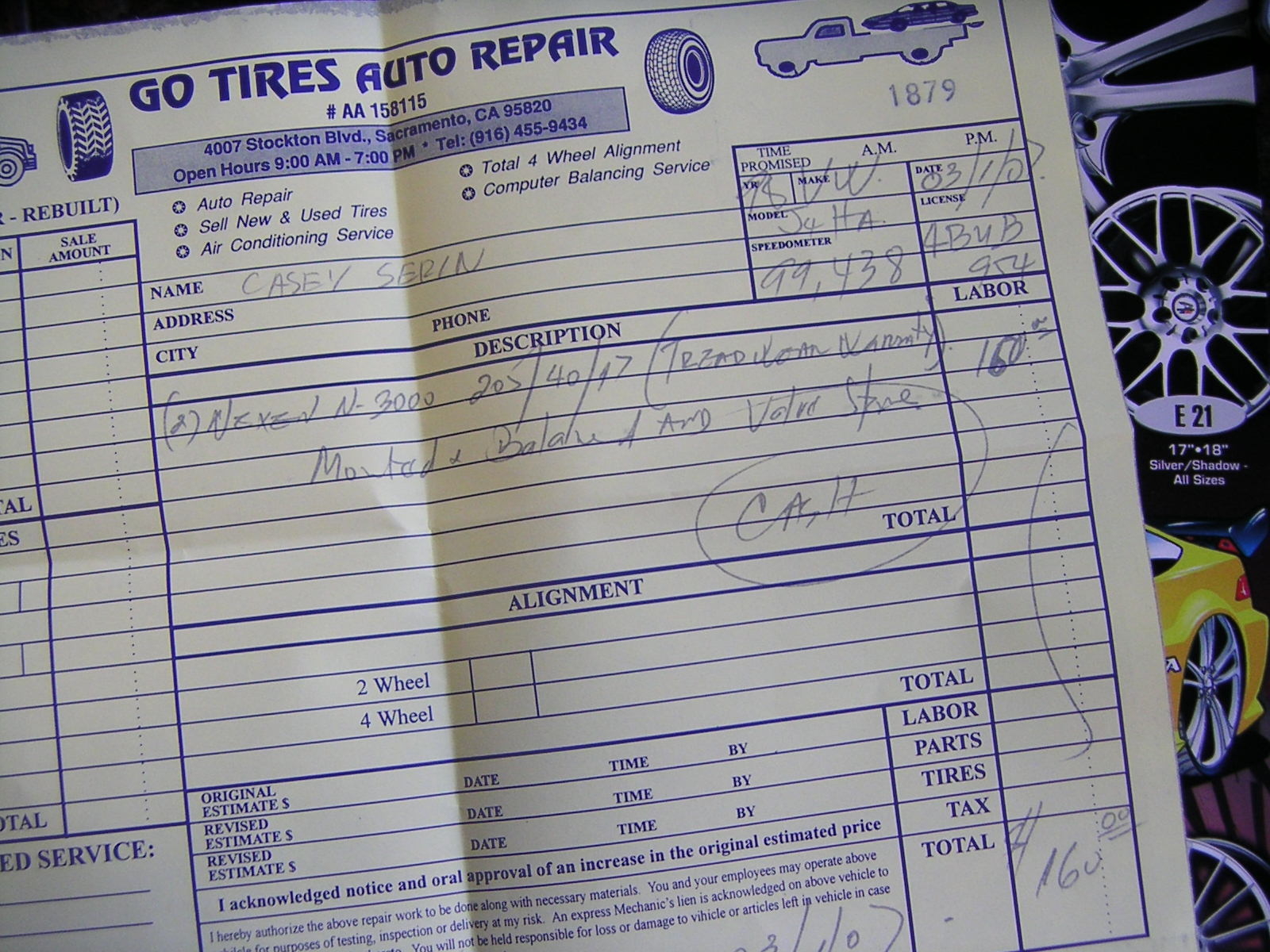
فاتورة

الفاتورة (بالإنجليزية: invoice / bill) هي مستند تجاري صادر عن البائع إلى المشتري يتعلق بمعاملة بيع وتشير إلى المنتجات والكميات والأسعار المتفق عليها للمنتجات أو الخدمات التي قدمها البائع للمشتري.
عادة ما يتم ذكر شروط الدفع في الفاتورة، وقد يحدد للمشتري الحد الأقصى لعدد الأيام للدفع، وأحيانًا يُقدم خصم إذا تم الدفع قبل تاريخ الاستحقاق، وقد يكون المشتري قد دفع بالفعل مقابل المنتجات أو الخدمات المدرجة في الفاتورة لتجنب الارتباك وما يترتب على ذلك من اتصالات غير ضرورية من المشتري إلى البائع، يذكر بعض البائعين بوضوح بأحرف كبيرة على الفاتورة ما إذا كانت قد دفعت بالفعل. من وجهة نظر البائع الفاتورة هي فاتورة مبيعات، من وجهة نظر المشتري الفاتورة هي فاتورة شراء.
في الاتحاد الأوروبي تعرف الفاتورة بشكل قانوني من خلال توجيه ضريبة القيمة المضافة على أنها إيصال محاسبة (للتحقق من التقارير الضريبية وضريبة القيمة المضافة) وثانيًا كوثيقة من وثائق القانون المدني (القانون العام).

## الأصل اللغوي
كلمة فاتورة هي كلمة معربة من الكلمة الإيطالية fattura وتعني أجرة العمل، يطلق عليها بالعربية (قائمة الحساب).

## الفاتورة الأساسية
تحتوي الفاتورة النموذجية على:
- كلمة الفاتورة
- رقم مرجعي فريد (في حالة المراسلات حول الفاتورة)
- تاريخ الفاتورة
- الاسم وتفاصيل الاتصال من قبل البائع
- الضرائب أو تفاصيل تسجيل الشركة من البائع (عند الاقتضاء)
- الاسم وتفاصيل الاتصال للمشتري
- التواريخ التي تم إرسالها للمنتج أو تسليمها
- رقم أمر الشراء (أو أرقام التتبع لطلب مماثل من جانب المشتري على أن يكون المذكور على الفاتورة)
- وصف المنتج (ات)
- أسعار الوحدة للمنتج (ات) (عند الاقتضاء)
- بمبلغ إجمالي المبلغ (اختياريا مع انهيار الضرائب، إذا كان ذلك مناسبا)
- شروط الدفع (بما في ذلك طريقة الدفع، وتاريخ الدفع، وتفاصيل حول التأخر في السداد)

الاتحاد الأوروبي يحتاج إلى ضريبة القيمة المضافة ورقم الهوية على الفواتير بين الكيانات المسجلة لضريبة القيمة المضافة إذا كان البائع والمشتري ينتمون إلى اثنين من بلدان الاتحاد الأوروبي المختلفة، كلا من الضريبة على القيمة المضافة وأرقام بطاقات الهوية يجب أن تكون على الفاتورة من أجل المطالبة بإعفاء ضريبة القيمة المضافة (ضريبة القيمة المضافة وفقا لإعفاء 77/388/CEE التوجيه 17 أيار / مايو 1977). في المملكة المتحدة، إذا كانت الجهة المصدرة غير مسجل لضريبة القيمة المضافة، يجب على الفاتورة أن تبين أنها «ليست فاتورة ضريبة القيمة المضافة».

## الاختلافات
هناك أنواع مختلفة من الفواتير:
- فاتورة شكلية—وفي التجارة الخارجية، وشكلية الفاتورة هو الوثيقة التي تنص على التزام من البائع المحدد لتوفير السلع للمشتري بأسعار محددة. وغالبا ما يستعمل ليعلن عن القيمة الجمركية. إنها ليست فاتورة صحيحة، لأن البائع لم يسجل الفاتورة على نحو شكلي بوصفها حسابات القبض والمشتري لا يسجل الفاتورة على نحو شكلي بوصفها حسابات الدفع. الفاتورة الشكلية تصدر عن البائع حتى يوافق البائع والمشتري على أحكام النظام. في حالات قليلة، الفاتورة الشكلية الصادرة من أجل الحصول على المبالغ المدفوعة مقدما من المشتري، إما لبدء الإنتاج أو للأمن السلع المنتجة.
- مذكرة ائتمان—إذا كان المشتري أرجع المنتج للبائع عادة ما يصدر مذكرة ائتمان لنفس أو أقل مبلغ الفاتورة، ومن ثم يرد هذه الأموال للمشتري، أو يمكن للمشتري أن يطبق مذكرة الائتمان تلك إلى فاتورة أخرى.
- الفاتورة التجارية— تصريح جمركي، شكل مستخدم في التجارة الدولية الذي يصف الأطراف المشاركة في الصفقة الشحن والبضائع المنقولة، وقيمة السلع. وهي الوثيقة الأساسية المستخدمة من قبل الجمارك، ويجب أن تستوفي متطلبات جمركية محددة، مثل نظام العدد المنسق وبلد الصنع. فهو يستخدم لحساب الرسوم الجمركية.
- مذكرة الخصم—عندما تفشل شركة تجارة بدفع فاتورة، فهي ممارسة شائعة لإصدار مذكرة خصم من أجل تحقيق التوازن وأي رسوم متأخرة مستحقة. في الوظيفة مذكرات الخصم مطابقة للفواتير
- الذات الفاتورة الفواتير—يتم تقرير الفواتير الفاتورة هو عندما تكون القضايا المشتري الفاتورة لنفسه (على سبيل المثال وفقا لمستويات الاستهلاك فهو يأخذ من بائع تدار جرد المخزون).
- تقييم استلام التسوية (إرس)-- إرس هو عملية دفع ثمن السلع والخدمات من تعبئة قسيمة بدلا من وثيقة منفصلة عن الفاتورة. المستفيد يستخدم البيانات في وصل استلام رسوم الشحن لتطبيق المدفوعات. "وفي إحدى معاملات إرس، سفن البضائع المموله مبنيه على أساس سلفة إشعار الشحن (ASN)، والمشتري، عند استلامها، يؤكد على وجود أمر شراء أو عقد المناظرة، والتحقق من هوية وكمية البضاعة، ومن ثم يدفع المورد.
- الجدول الزمني—لفواتير خدمات كل ساعة عن طريق محام ومستشار قانوني في كثير من الأحيان سحب البيانات من جدول زمني. الجدول الزمني للفاتورة أيضا أن يكون التي تولدها شركات تأجير المعدات تعمل فيها الفاتورة ستكون مزيجا من الجدول الزمني تستند التهم الموجهة إليه ورسوم استئجار المعدات.
- الفواتير—فاتورة ويستخدم هذا المصطلح أيضا للإشارة إلى الفعل على إيصال الأمتعة لشركة الطيران في المطار قبل السفر على متن طائرة.
- البيان—قالت دورية العملاء بيان يتضمن الرصيد الافتتاحي، والفواتير والمدفوعات، والائتمان المذكرات، والمذكرات الخصم، وتنتهي رصيد لحساب العميل خلال فترة محددة. وجاء في بيان شهري يمكن أن يكون بمثابة ملخص الفاتورة لطلب واحد لدفع الرسوم الشهرية المستحقة.
- تقدم الفواتير المستخدمة للحصول على السداد الجزئي للعقود ممتدة، لا سيما في صناعة البناء والتشييد (انظر الجدول الزمني للقيم)
- فاتورة الجماعي هو الذي يعرف أيضا الفواتير الشهرية في اليابان. الشركات اليابانية تميل إلى أن العديد من الطلبات مع كميات صغيرة بسبب نظام الاستعانة بمصادر خارجية (Keiretsu)، أو أقل من المطالب لمراقبة المخزون (Kanban). لإنقاذ عمل الإدارة، وإعداد الفواتير عادة ما يجري تجهيزها على أساس شهري.
- استمرار أو الفواتير متكرر هو المعيار في صناعة تأجير المعدات، بما في ذلك استئجار أداة. فاتورة المتكررة هي واحدة ولدت على أساس دوري أثناء مدة عقد الإيجار. على سبيل المثال إذا كنت استئجار حفارة من 1st يناير-أبريل 15th، على تقويم شهري دورة الفواتير المتأخرة، التي تتوقع أن تتلقى فاتورة في نهاية كانون الثاني / يناير، وآخر في نهاية شباط / فبراير، آخر في نهاية آذار / مارس وسيكون النهائي خارج الإيجار الفاتورة يتم إنشاؤها في هذه النقطة عندما ترجع الأصول. وسوف يعتمد المبدأ نفسه لو كنت في دفع الفواتير، أو إذا كانت الفاتورة في يوم معين من الشهر الجاري.

### فائدة سندات
فواتير من شركات المرافق العامة تقوم على قياس (أجهزة الاستنشاق) استخدام الكهرباء، والغاز الطبيعي أو غيرها من المرافق في الإقامة أو العمل. حين يكون فرد أو الأعمال التجارية طلبا للحصول على الخدمة من فائدة (يفتح حسابا)، ويوقع على اتفاق (عقد) لدفع تكاليف استخدام أجهزة الاستنشاق له من فائدة.

## الفواتير الإلكترونية
بعض الفواتير التي لم تعد ورقية الأساس، وإنما تنتقل إلكترونيا عبر الإنترنت. فما زال شائعا في التحويلات الإلكترونية أو الفواتير التي سيتم طباعتها من أجل الحفاظ على سجلات ورقية. معايير الفوترة الإلكترونية تختلف اختلافا كبيرا من بلد إلى بلد. بالتبادل الإلكتروني للبيانات (التبادل الإلكتروني للبيانات) معايير مثل منظمة الأمم المتحدة للمعيار تبادل البيانات وتشمل المبادئ التوجيهية لترميز الرسائل الفواتير الإلكترونية.
ولكن الأكثر شيوعا ولا يزال قوات الدفاع الشعبي عن طريق البريد الإلكتروني.

### تبادل البيانات
الأمم المتحدة الموحدة لالفواتير الإلكترونية ("INVOIC") وتشمل الرموز القياسية لنقل المعلومات الرئيسيه (المشترك إلى الفاتورة بالكامل) ومدونات لنقل التفاصيل لكل واحد من بنود (المنتجات أو الخدمات). ويمكن "INVOIC" معيار يمكن أن تستخدم أيضا لنقل الائتمان ومذكرات الخصم. وIFTMCS "" القياسية المستخدمة حاليا لنقل فواتير الشحن.

### مجموعة التطبيقات المفتوحة (OAGIS) من OAGi
استخدام شكل أكس أم أل رسالة الفواتير الإلكترونية قد بدأ في السنوات الأخيرة. هناك نوعان من المعايير التي يجري إعدادها حاليا. واحد هو عبر صناعة فاتورة قيد التطوير وفقا لمعايير الأمم هيئه المتحده (UNCEFAC) والآخر هو OAGIS (لغة الأعمال العالمي) التي يتم إصدارها من قبل [واحة] http://www.oasis-open.org. تطبيقات الفواتير على أساس أسامة بن لادن أمر شائع، والأهم في القطاع العام في الدنمارك. تطبيقات أكثر على ذلك يجري في البلدان الإسكندنافية ونتيجة لمختلف الأغراض (الشمال الأوروبي المجموعة الثانوية) http://www.nesubl.eu المشروع. تطبيقات تجري حاليا في وإيطاليا وإسبانيا وهولندا ومع المفوضية الأوروبية نفسها.
أعمال متنوعة تم نقله إلى [س] http://www.cen.eu، (من هيئة معايير الاتحاد الأوروبي) ورشة عمل تجمع س / بي آي أي، للمشتريات العامة في أوروبا. ونتيجة لهذا العمل هو الشرط المسبق للPEPPOL، (لعموم الطيارين الأوروبي للمشتريات العامة)، التي تمولها المفوضية الأوروبية. وثائق شراءOAGi هناك وسيتم تنفيذه في الطيارين عبر الحدود بين الدول الأوروبية.
الاتفاق قد تم بين OAGi والأمم المتحدة / سيفاكت للتقارب من معايير رسائل الاثنين XML بهدف دمج معايير الاثنين إلى واحد قبل نهاية عام 2009 بما في ذلك توفير مسارا ترقية للبدء في التنفيذ إما القياسية.

## دفع الفواتير
منظمات شراء السلع والخدمات عادة ماتكون في مكان العملية من أجل الموافقة على دفع الفاتورة بناء على تأكيد الموظف بأن السلع أو الخدمات تم تلقيها. عادة، عند دفع فاتورة، مشوره تحويلات يتم إرسالها إلى المورد لاطلاعهم على أن الفاتورة قد سددت.